# Sicherheitspolitische Kommissionen der Eidgenössischen Räte
Die Sicherheitspolitischen Kommissionen der Eidgenössischen Räte (SiK) sind Sachbereichskommissionen des schweizerischen Parlaments. Sowohl der Nationalrat als auch der Ständerat verfügen über eine Sicherheitspolitische Kommission. Sie werden mit SiK-N (Sicherheitspolitische Kommission des Nationalrats) und SiK-S (Sicherheitspolitische Kommission des Ständerats) abgekürzt.

## Aufgaben
Den beiden SiK sind durch die Büros folgende Sachbereiche der Bundespolitik zugewiesen:
- Armee (inkl. militärische Bauten)
- Innere Sicherheit (inkl. Sicherheit an der Grenze – GWK) und Sicherheitsverbund
- Terrorismusbekämpfung, Polizeikoordination und polizeiliche Dienstleistungen
- Bevölkerungsschutz
- Zivildienst
- Sicherheitspolitik und Friedenspolitik
- Militärische und zivile Friedensförderung im Bereich der Sicherheitspolitik
- Rüstungspolitik, Rüstungsunternehmen
- Waffen
- Abrüstung und Non-Proliferation
- Ausfuhr von Rüstungsmaterial und Dual- use Gütern
- Wirtschaftliche Landesversorgung
- Strategische Führungsausbildung, Krisenmanagement des Bundes
- Cybersicherheit und Cyberabwehr
- Berichterstattung zur NATO-Delegation

In diesen Sachbereichen haben die SiK folgende Aufgaben (Art. 44 ParlG):
- Sie beraten die ihnen durch das Büro zugewiesenen Geschäfte (insbesondere Entwürfe für Bundesgesetze und Bundesbeschlüsse, parlamentarische Initiativen, Motionen) vor und stellen ihrem Rat dazu Anträge.
- Sie verfolgen die gesellschaftlichen und politischen Entwicklungen, arbeiten bei politischem Bedarf eigene Vorschläge aus (insbesondere parlamentarische Initiativen oder Motionen der Kommission) und unterbreiten diese ihrem Rat.

## Zusammensetzung und Arbeitsweise
Die SiK-N hat 25, die SiK-S 13 Mitglieder, die auf Vorschlag der Fraktionen vom Büro des Rates zu Beginn der Legislaturperiode für eine Amtsperiode von vier Jahren gewählt werden. Ein an der Sitzungsteilnahme verhindertes Kommissionsmitglied kann sich für eine einzelne Sitzung durch ein anderes Ratsmitglied vertreten lassen. Ebenso wählen die Büros den Präsidenten und Vizepräsidenten für eine Amtsperiode von zwei Jahren.
Die SiK sind repräsentative Abordnungen ihres Rates, d. h., ihre Zusammensetzung richtet sich nach der Stärke der Fraktionen im Rat.
Anders als in einer parlamentarischen Demokratie stehen sich in den SiK nicht Regierungsmehrheit und Opposition gegenüber, sondern es bilden sich gemäss der Funktionsweise der schweizerischen Konkordanzdemokratie von Thema zu Thema wechselnde Mehrheiten. Die Stellung der SiK gegenüber der Regierung ist stark, weil die Regierung sich keiner Mehrheit sicher sein kann, sondern eine Mehrheit je nach Thema wieder neu suchen muss und dabei gelegentlich auch scheitert. Die SiK können unabhängig von der Regierung handeln, sind im Rat häufig erfolgreich mit Anträgen auf Änderung von Regierungsvorlagen oder mit eigenen, von der Regierung gelegentlich nicht unterstützten Vorlagen.
Die SiK-N hält in den Zwischenräumen zwischen den vier jährlichen ordentlichen Sessionen in der Regel jeweils zwei zweitägige Sitzungen ab, die SiK-S je eine zwei- und eine eintägige Sitzung. Dazu kommen bei Bedarf kürzere Sitzungen während der Sessionen.
Nach Art. 14 GRN und Art. 11 GRS können die SiK Subkommissionen einsetzen und diese mit einem Auftrag betrauen.